# 萨姆苏·伊路那
萨姆苏·伊路那（约公元前1749年—约公元前1712年在位）（英語：Samsuiluna） 巴比倫尼亞帝國末任國王。汉谟拉比之子。在其统治的38年中，他竭力维护国土，抗击加喜特人得侵略和在北方与南方各地的叛乱。到他统治后期，北部与南部领土均已丧失，他只控制着阿卡德。在平息苏美尔的叛乱时，他洗劫并焚烧了乌尔和乌鲁克的众多神庙和城墙。